# Fríz nyelv

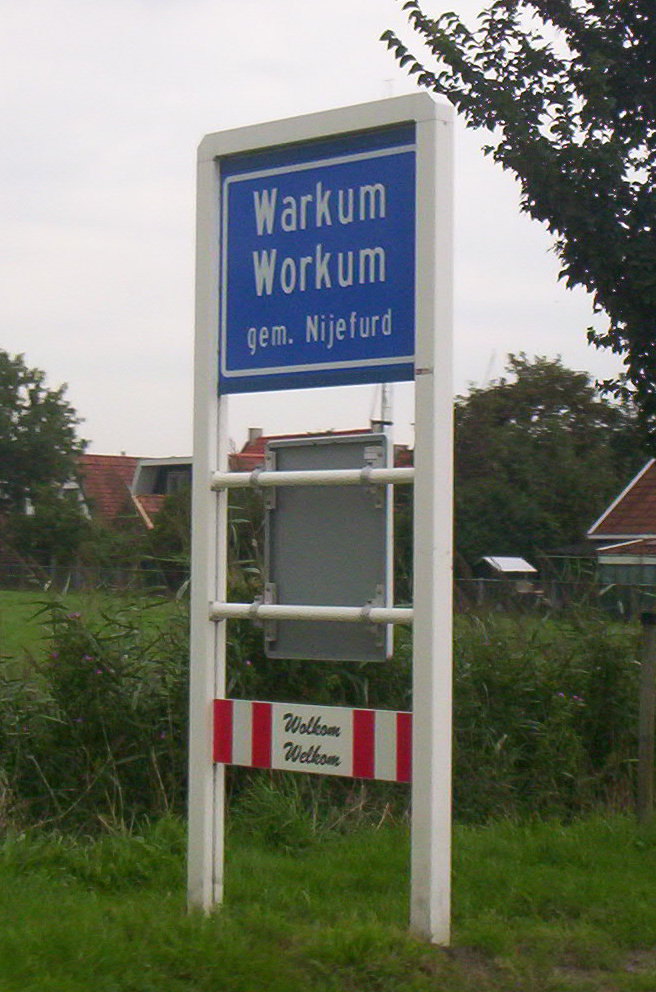
Kétnyelvű tábla Hollandiában...

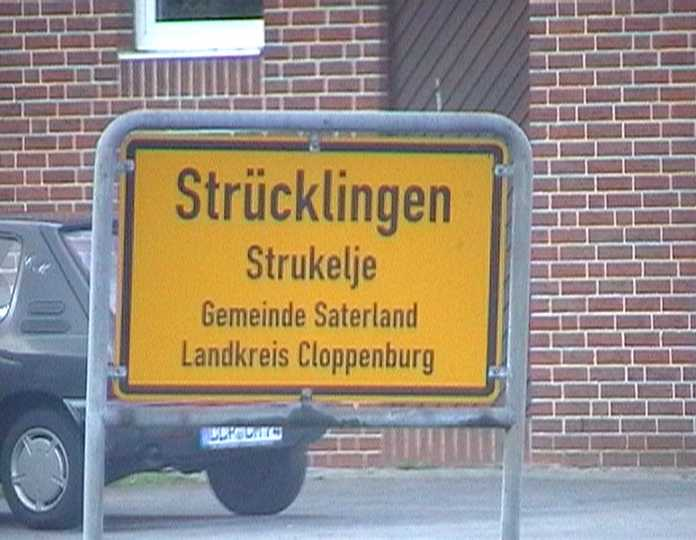
... és Németországban

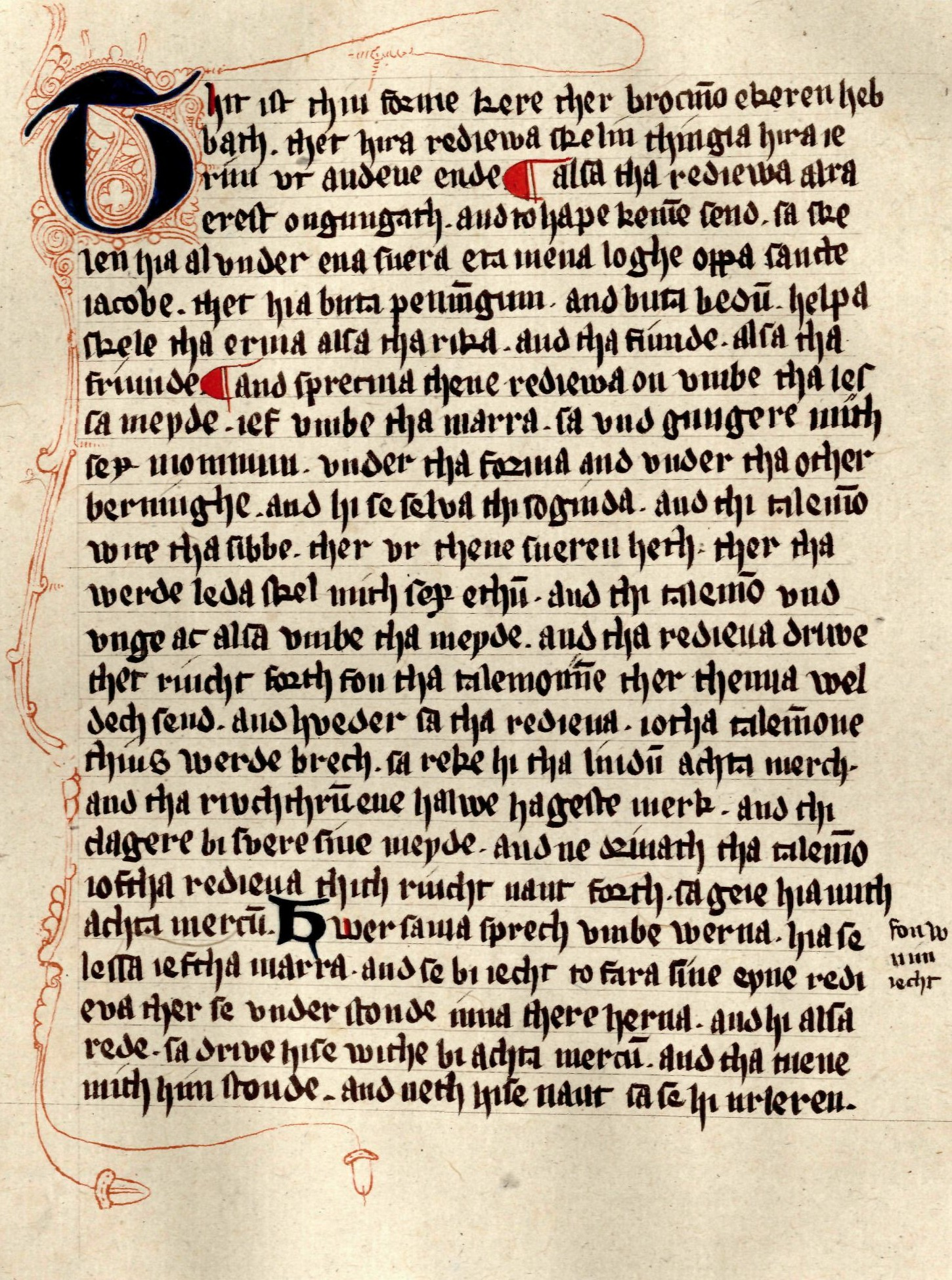
Ófríz szövegemlék 1345-ből

A fríz nyelv három egymástól jól elkülöníthető nyelvjárását összesen körülbelül félmillió ember beszéli a hollandiai Frízföld tartományban és Németország Északi-tengeri partvidékén. A fríz az angol nyelv legközelebbi élő rokona (leszámítva annak saját változatát, a scots nyelvet), a kettő alkotja az anglofríz nyelvek csoportját. Csak a nyugati fríz nyelvjárás helyzete mondható viszonylag stabilnak, a keleti és az északi fríz komolyan veszélyeztetett helyzetben van, beszélőik száma csökken a német nyelv dominanciája miatt.

## Története
A korai középkorban a frízek által lakott terület a mai Belgiumban található Bruggétól egészen a Weser folyóig húzódott. Akkoriban a fríz nyelv az Északi-tenger egész déli partvidékén elterjedt volt. Ezt a területet ma Great Frisia vagy Frisia Magna néven is említik, és sok helyen ma is őrzik a fríz örökséget, bár legnagyobb részén a nyelv már eltűnt.
Ugyan a fríz nyelv az angol legközelebbi rokona, az utóbbi félezer évben egyre erősödő holland hatásnak van kitéve. Az angol nemkülönben mélyreható változásokon ment át a szétválás óta. Emiatt a modern fríz sok tekintetben több hasonlóságot mutat a hollanddal, mint az angollal. Egymás beszélői számára a mai nyelvek érthetetlenek, részben annak a hatásnak köszönhetően, amit a holland és az alnémet gyakorolt a frízre, részben pedig az angolon mutatkozó rendkívül erős idegen (főleg francia) hatás miatt. Egynyelvű angol beszélők, akik először hallanak fríz szót, egyáltalán nem értik (talán néhány egyszerű mondatot kivéve), sőt gyakran összetévesztik a hollanddal vagy a norvéggal.
Az ófríz nyelvnek azonban kifejezetten sok közös vonása volt az óangollal. A hasonlóság magyarázata az, hogy a két nyelv közösen vett részt az anglofríz hangeltolódásban, ami a többi nyugati germán nyelvváltozatot nem, vagy csak alig érintette. Az angolban és a frízben egyaránt megfigyelhető a germán nazálisok kiesése: például fríz ús (minket), angol us – de német uns, holland ons; fríz sêft (lágy), angol soft – de német sanft; vagy fríz goes (lúd), angol goose – de német Gans, holland gans. Egy másik jellemző vonás a germán k átváltása cs-re bizonyos hangtani helyzetekben: például fríz tsiis (sajt), angol cheese – de német Käse, holland kaas; vagy fríz tsjerke (templom), angol church – de német Kirch, holland kerk. Egy rímpár szemlélteti a két nyelv nyilvánvaló hasonlóságát: a fríz Bûter, brea, en griene tsiis is goed Ingelsk en goed Frysk mondatot többé-kevésbé ugyanúgy ejtik, mint angol fordítását: Butter, bread, and green cheese is good English and good Fries. (Magyarul kb.: „Vaj, kenyér és zöld sajt jó angol és jó fríz.“)
Jelentős különbség az ó- és a modern fríz között, hogy az ófrízben (kb. 1150–1550) még voltak nyelvtani esetek. A fríz első hosszabb, összefüggő nyelvemlékei a 12–13. századra datálhatóak, a legtöbb azonban a 14–15. századból maradt fenn. Ezeknek a feljegyzéseknek a túlnyomó többsége jogi írásokra korlátozódik. Bár a legkorábbi határozottan fríznek mondható írásos emlék körülbelül a 9. századból való, van néhány rúnafelirat, ami valószínűleg még régebbi, és lehetséges, hogy frízül íródott (ebben a korban azonban a nyugati germán nyelvek még olyan kevéssé távolodtak el egymástól, hogy egyértelmű azonosításuk csaknem lehetetlen). Ezek a rúnafeliratok azonban többnyire csak néhány szavasak, irodalomnak semmiképpen sem nevezhetők.
Az ófrízből a középfrízbe (kb. 1550–1820) való átmenet a nyelv írásbeliségének hirtelen megszűnését jelentette. A 15. századig a fríz széles körben használt, beszélt és írott nyelv volt, de a 16. századtól használata visszaszorult, írásbelisége szinte teljesen megszűnt és beszélt nyelvként is csak a vidéki területeken maradt meg. Ez nagyrészt annak volt köszönhető, hogy 1498-ban Szász Albert herceg elfoglalta a frízek által lakott területeket, a mai Frízföld tartományt, és a hollandot tette meg a kormányzat nyelvének.
Ezt a gyakorlatot folytatták Hollandia Habsburg uralkodói, V. Károly császár és II. Fülöp is, és amikor Hollandia 1581-ben független lett, a fríz nyelv nem nyerte vissza régi státusát. A függetlenségi háborúban ugyanis Holland tartományé volt a vezető szerep, és ez maga után vonta a holland nyelv elterjedését jogi, közigazgatási és egyházi területen.
Ebben az időben tevékenykedett Gysbert Japiks (1603–1666), a nagy fríz költő, bolswardi tanító és kántor, aki kísérletet tett a nyelv és a helyesírás modernizálására, bár kevés sikerrel. Példáját csak a 19. században követték, amikor fríz írók és költők egész generációi jelentek meg. A modern fríz nyelv korát 1820-tól számítjuk.

## A beszélők száma
A legtöbb fríz beszélő Hollandiában él, elsősorban Frízföld tartományban, amit 1997 óta hivatalosan is fríz nevén Fryslân néven neveznek. A fríz standardizált változata is a nyugati dialektusra épül. A tartományban a nyelv hivatalos státuszt élvez, a települések névtáblái – sőt általában az utcanévtáblák, az utcai feliratok is – kétnyelvűek. Az anyanyelvi beszélők száma mintegy 354 ezerre tehető – ez a lakosság 55%-a –, de a tartomány holland anyanyelvű lakosai közül is mind többen (körülbelül 120 ezren) beszélik a nyugati frízt, ami természetesen több nyelvjárásra tagolódik: például saját dialektusa van Hindeloopen városnak vagy Terschelling szigetnek is. A tartomány nagyobb városaiban az úgynevezett Stadsfries (városi fríz) nyelvet beszélik, ami tulajdonképpen egy fríz-holland keveréknyelv, bár az utóbbi időben ez visszaszorulóban van a holland javára. Becslések szerint mintegy 150 ezer fríz beszélő él Hollandia más tartományaiban, elsősorban a szomszédos Groningenben és Flevolandban.
Németországban, az Alsó-Szászországi Saterland városban körülbelül kétezren beszélik a keleti frízt. Saterland mocsaras vidéke sokáig védelmet nyújtott ennek a fríz dialektusnak a környező nyelvek, az alnémet és a standard német nyomásával szemben. Schleswig-Holstein tartomány Észak-Frízföld (Kreis Nordfriesland) tartományában körülbelül tízezer északi fríz anyanyelvű ember él. Bár sok fríz él a szárazföldön is, legtöbbjüket Sylt (Söl), Föhr (Feer), Amrum (Öömrang) és Helgoland (Deät Lun) szigeteken találjuk, amelyek mindegyikének ugyancsak megvan a maga sajátos nyelvjárása. A keleti és északi fríz a német állam által hivatalosan elismert kisebbségi nyelvek.
Mindemellett meglepően jelentős a fríz diaszpóra is, ugyanis a második világháború után a holland tartományok közül Frízföldön volt a legmagasabb a kivándorlás. Becslések szerint 80-100 ezer fríz él szétszóródva a világon, legtöbben Kanadában, az Amerikai Egyesült Államokban, Ausztráliában és Új-Zélandon. Velük együtt ma a fríz nyelv beszélőinek száma 600 ezerre tehető.

## Felosztása
A három nyelvjárás: a nyugati, keleti (saterlandi) és északi fríz meglehetősen különbözőek, általában egymás beszélői számára sem érthetőek. Emiatt számos nyelvész, akárcsak maguk a frízek, önálló nyelveknek tekintik őket. Mindhárom nyelvág tovább tagolódik újabb nyelvjárásokra; némelyek között a különbségek olyan csekélyek, hogy a megértést egyáltalán nem akadályozzák, csak a beszélők száma indokolja, hogy külön nyelvjárásról beszélünk. Máshol akár szomszédos nyelvjárások is érthetetlenek lehetnek egymás számára. A nyelvnek minden nyelvjárásban más elnevezése van, nyugati frízül Frysk, keleti frízül Fräisch, az északi dialektusokban pedig Frasch, Fresk, Freesk és Friisk. A nyugati fríz változata, a Stadsfries (városi fríz) erős holland (lexikai) hatást mutat.
A fríz nyelv nyelvjárási felosztása a következő:
- nyugati fríz, Hollandia Frízföld tartományában beszélik
  - Klaaifrysk
    - Westereendersk

  - Wâldfrysk
    - Noardhoeks (északi)

  - Súdhoeksk (déli)
  - Súdwesthoeksk (délnyugati)
  - Schiermonnikoogs (schiermonnikoogi, az azonos nevű szigeten)
  - Hindeloopers (hindeloopeni, az azonos nevű városban)
  - Aasters (Terschelling sziget keleti…)
  - Westers (…és nyugati részén, innen a nevek)
- keleti fríz, Németország Alsó-Szászország tartományában beszélik
  - Seeltersk (Saterlandban)
  - Eiderstedti nyelvjárás (Nyugat-Dániában) †
  - és több kihalt dialektus
    - wangeroogei fríz
    - wursteni fríz
- északi fríz, Németország Schleswig-Holstein tartományában beszélik
  - szárazföldi dialektusok
    - Mooringer (Niebüll város környékén)
    - Goeshiirder (Goesharde környékén)
    - Wiringhiirder (Wiedingharde megyében)
    - Halliger (a Halligen szigeteken)
    - Karrharder (Karrharde megyében)

  - szigeti dialektusok
    - Söl'ring (Sylt szigetén)
    - Fering (Föhr szigetén)
    - Öömrang (Amrum szigetén)
    - Halunder (Helgoland szigetén)

  - Kihalt nyelvjárások
    - strandi fríz
    - eiderstedti fríz

## Nyelvi példák

### Szavak három fríz dialektusban
| Szavak | Nyugati-fríz | Keleti fríz       | Északi-fríz |
| ------ | ------------ | ----------------- | ----------- |
| egy    | ien          | aan               | iinj, ån    |
| kettő  | twa          | twäi, twäin, twoo | tou, tuu    |
| három  | trije        | träi              | trii, tra   |
| négy   | fjouwer      | fjauwer           | fjouer      |
| öt     | fiif         | fieuw             | fiiw        |
| hat    | seis         | säks              | seeks       |
| hét    | sân          | soogen            | soowen      |
| nyolc  | acht         | oachte            | oocht       |
| kilenc | njoggen      | njugen            | nüügen      |
| tíz    | tsien        | tjoon             | tiin        |
| fej    | holle        | Kop               | hood        |
| szem   | each         | Oge               | uug         |
| orr    | noas         | Nose              | noos        |
| fül    | ear          | Oor               | uur         |

### Összehasonlító példamondatok
Keleti-fríz: Die Wänt strookede dät Wucht uum ju Keeuwe un oapede hier ap do Sooken.
Északi-fríz: Di dreng aide dåt foomen am dåt kan än mäket har aw da siike.
Nyugati-fríz: De jonge streake it famke om it kin en tute har op 'e wangen.
Magyarul: „A fiú megsimogatta a lány állát és megcsókolta az arcát.“